# Dulce desafío
Dulce Desafío é uma telenovela produzida por Julissa e Eugenio Cobo para a Televisa e exibida entre 28 de novembro de 1988 e 14 de abril de 1989.
A trama foi protagonizada por Adela Noriega e Eduardo Yáñez e antagonizada por Chantal Andere, Sergio Kleiner, Mercedes Olea, Olivia Collins, Rosa Furman, Alberto Estrella e María Prado, conta também com a atuação de Enrique Lizalde.

## Sinopse
Dulce Desafío conta a história da rebelde Lucero Sandoval (Adela Noriega), uma jovem rica, cujo único interesse é correr como esporte. Lucero é filha de Santiago Sandoval (Enrique Lizalde), um homem viúvo, rígido e autoritário, mas bondoso. Ele decide se casar com uma mulher bela e jovem, Rosário (Olivia Collins), despertando a oposição de Lucero.
Lucero é interna no “Instituto Casa de Piedra”, lugar voltado a receber garotas problemáticas e que já foram expulsas das escolas comuns. O diretor da escola, Luis Mancera (Sergio Kleiner) é um homem corrupto e intransigente, com quem Lucero e suas companheiras têm inúmeros conflitos. Por essa razão, a escola decide contratar o psicólogo Enrique Toledo (Eduardo Yáñez). Ele irá se aproximar das jovens, ajudando-as a lidar com seus conflitos, mas nenhuma ligação será tão forte quanto com Lucero, despertando um intenso e verdadeiro amor.

## Elenco
| Ator               | Personagem        |
| ------------------ | ----------------- |
| Adela Noriega      | Lucero Sandoval   |
| Eduardo Yáñez      | Enrique Toledo    |
| Enrique Lizalde    | Santiago Sandoval |
| Mercedes Olea      | Malena Tanus      |
| Sergio Klainer     | Luis Mancera      |
| Olivia Collins     | Rosario Quintana  |
| Beatriz Aguirre    | Doña Esther       |
| Juan Carlos Serran | Federico          |
| Chantal Andere     | Rebeca            |
| Ginny Hoffman      | Marcela           |
| Rosa Furman        | Doña Rosa         |
| Fefi Mauri         | Toña              |
| Ana Patricia Rojo  | Mirta             |
| Alberto Estrella   | Quiroz            |
| Armando Araiza     | Paco              |
| Juan Carlos Bonet  | Botho             |
| Katia del Río      | Angela            |
| Angélica Rivera    | Gina              |
| Antonio Escobar    | Sebastián         |

## Prêmios e Indicações

### Prêmios TVyNovelas 1990
| Categoria                 | Nomeado(a)       | Resultado |
| ------------------------- | ---------------- | --------- |
| Melhor telenovela         | Julissa          | Nominada  |
| Melhor vilão              | Sergio Klainer   | Nomeado   |
| Melhor atriz juvenil      | Adela Noriega    | Ganhadora |
| Melhor ator juvenil       | Eduardo Yáñez    | Ganhador  |
| Mejor atriz debutante     | Chantal Andere   | Ganhadora |
| Melhor revelação feminina | Chantal Andere   | Nomeada   |
| Melhor diretor de camêras | Alejandro Frutos | Ganhadora |